# Bryconamericus hyphesson
Bryconamericus hyphesson är en fiskart som beskrevs av Eigenmann, 1909. Bryconamericus hyphesson ingår i släktet Bryconamericus och familjen Characidae. Inga underarter finns listade.